# 小果革叶槭
小果革叶槭（学名：Acer coriaceifolium var. microcarpum）为槭树科槭属下的一个变种。

## 扩展阅读
- 維基物種上的相關：小果革叶槭